# Гулаков Павло Захарович
Павло́ Заха́рович Гулако́в (5 березня 1947 — 3 грудня 2013) — поет, прозаїк.

## Біографія
Народився 5 березня 1947 р. в с-щі Узлів Дмитровського району Орловської області, Росія.
Розпочав трудову діяльність у 1963 р.електромонтером на Уфимському судноремонтному заводі. Переїхав до Харкова в 1965 р. Працював у Харкові на комбінатах «Харківжитлобуд» і «Харківпромбуд».
У 1975 році з'явилася його перша публікація в харківській газеті «На стройке».
З 1980 р. працював у Харківському метрополітені, де був начальником служби охорони. Вищу освіту здобув у 1986 р., закінчивши Харківський інститут залізничного транспорту за спеціальністю інженера-електромеханіка шляхів сполучення. Наступні двадцять років свого життя Павло Захарович Гулаков присвятив виробничій практиці. У 1995 р. в харківських періодичних виданнях знову з'явилися його вірші.
Павло Захарович писав вірші, прозу російською мовою, займався перекладами. У творчій діяльністі дотримувався класичних традицій.
Особливе місце в його творчій діяльності займала лірика.
Деякі вірші Павла Гулакова перекладено українською та вірменською мовами. Також його вірші публікувалися в періодичних виданнях Харкова, в колективних збірках: «Крымские этюды»(2000), «Метромост»(2001), звучали на радіо і телебаченні.
Низку поезій П. Гулакова покладено на музику. Пісні на його вірші писали О.Ніколенко, О.Бондарева, М.Воротняк, С.Заіка, В.Копичко, А.Коньков.
В 1999 році вийшов музично-літературний альбом «Крылья огня».
До 25-річчя пуску в експлуатацію Харківського метрополітену вийшла його книга історичних нарисів «Дорога длиной двадцать пять лет» (2000).
Павло Захарович Гулаков був членом Національної спілки письменників України (з 2004), членом Творчої асоціації літераторів «Слобожанщина» (з 1999), громадським директором видавництва ТАЛ «Слобожанщина» і одним з авторів-редакторів альманаху «Слобожанське коло».
У 2009 р. був обраний головним редактором обласної газети «Слово ветерана».
Помер Павло Захарович Гулаков 3 грудня 2013 р. у Харкові.

## Твори
- Любовь, тревога, светлый образ твой…: стихотворения / П.Гулаков. — Харьков: Кентавр: Родной голос, 1997. — 80 с. : ил.
- Колокола ветров: стихотворения / П.Гулаков. — Харьков: Майдан, 1998. — 176 с. : ил.
- Осенний романс: стихотворения / П.Гулаков. — Харьков: Майдан, 2000. — 182 с. : ил.
- Дорога длиной двадцать пять лет: ист. очерки / П.Гулаков. — Харьков: Слобожанщина, 2000. — 176 с.
- Звон осин: лирика / П.Гулаков. — Харьков: Слобожанщина, 2002. — 151 с. : ил.
- День за днем: стихотворения, переводы, проза / П.Гулаков. — Харьков: Слобожанщина, 2003. — 182 с. : ил.
- Половодье: стихотворения, посвящения, переводы / П.Гулаков. — Харьков: Слобожанщина, 2005. — 118 с.
- Дорогами памяти: рассказы / П.Гулаков. — Харьков: Слобожанщина, 2006. — 134 с.
- Я этим жил… : стихотворения / П.Гулаков. — Харьков: Слобожанщина, 2007. — 206 с.
- Горечь полыни: стихи / П.Гулаков. — Харьков: Майдан, 2008. — 123 с.

## Нагороди
Лауреат регіональної премії імені Б. Слуцького (2004).